# Gobernación de Cracovia
La gobernación de Cracovia (en ruso: Краковская губерния; en polaco: gubernia krakowska) fue una unidad administrativa (una gubernia) del Zarato de Polonia.
Fue creada en 1837 a partir del voivodato de Cracovia; en 1844 la gobernación fue fusionada con la gobernación de Radom.